# 延髄斬り

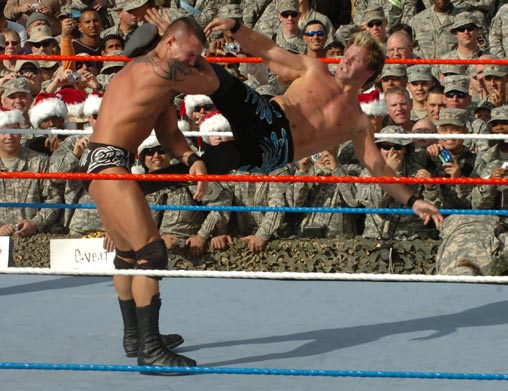
クリス・ジェリコによる延髄斬り（ラウンドハウスキック）。

延髄斬り（えんずいぎり）は、プロレス技の一種で蹴り技に分類される。延髄切り、延髄蹴りとも表記される。英語圏ではラウンドハウスキック（Roundhouse Kick）と呼ばれている。

## 概要
アントニオ猪木が考案。立っている対戦相手の横や斜め後ろに立ち、その場でジャンプして、相手の後頭部めがけて自らの片足を伸ばしながら回してキックを繰り出す。選手によって挙動に差があるが（詳しくは後述の「フォーム」を参照）、猪木はジャンプの頂点で蹴りを繰り出す。
技名は相手の後頭部を蹴る動きが後頭部にある延髄を切り裂くように見えることが由来。
元々はモハメド・アリとの試合で用いる予定で考案され、公開スパーリングで、この技を目の当たりにしたアリ陣営がルール変更を強要したという逸話がある。そのためアリとの対戦では使用を禁じられたが、その後、プロレスの試合や異種格闘技戦で頻繁に用いていた。そのため、延髄斬りは猪木の代名詞の1つとなっており、かつては猪木が国会議員として政治活動をしていた際には「消費税に延髄斬り」とキャッチフレーズにも用いられていた。
日本国外でも多く用いられる技であり、エンズイギリ（Enzuigiri）と日本語の呼称が、そのまま用いられている。日本で猪木と再三対戦したバッドニュース・ブラウンは、WWF参戦時にゲットー・ブラスター（Ghetto Blaster）の名称で使用していた。

## フォーム
オリジナル式
捻り式、跳び蹴り式とも呼ばれている。発案者の猪木と同じフォームで、立っている相手の斜め後方あたりからその場で垂直にジャンプして、ジャンプのほぼ頂点で体を捻って片足を差し出し、その足の甲を相手の後頭部へぶつける。
旋回式
肩掴み旋回式とも呼ばれている。猪木の場合はジャンプの頂点で蹴りを繰り出すのに対し、天龍源一郎の場合は斜め後方から相手の片肩を掴み、そこを支点としてジャンプして旋回しながら蹴りを後頭部に向けて繰り出す。また、肩を掴まずに同様のフォームで繰り出すことも多い。田上明がこのフォームで使用したことがある。
これはアメリカのNWAミッドアトランティック地区へ武者修行に行っていた1980年代初頭、新日本プロレスの興行から帰って来たレスラー達から「猪木が妙なキックを使う」と言う話を聞き、当時若手だった天龍が興味を持ったことに端を発する（マスクド・スーパースターに放った延髄斬りをブラックジャック・マリガンに評価され、使用するようになったという）。猪木に比べジャンプ力に劣るため自己流にアレンジを加えた結果とも、「後頭部に跳び蹴りを当てる技」という漠然とした情報しか得られなかったことから違いが生まれたともいわれているが、詳細は不明。ただし、若手時代の天龍は猪木ほどの高さは無いものの「跳び蹴り式」の延髄斬りも見せており、少なくともまず「肩掴み式」ありきではなかったものと思われる。また、その時期の天龍は相手の背後から走り込んで放つ（体勢的には、レッグラリアートに近い。）独特の延髄斬りも使用していた。
スイクルデス
齋藤彰俊のオリジナル技。モーションも全身を大きく使ったダイナミックなものである。オリジナル式と旋回式の合成の様なフォーム。
その他
ジャンプの上昇中に二段蹴りのように足を振り上げて繰り出すレスラーもいる。

## 主な使用者
- アントニオ猪木
- 藤波辰爾
- 渕正信
- 天龍源一郎
- 川田利明
- 橋本真也
- 齋藤彰俊
- 永田裕志
- 石井智宏
- 土方隆司
- 棚橋弘至
- 関本大介
- オカダ・カズチカ
- YAMATO
- KAI
- バッドニュース・ブラウン
- クリス・アダムス
- アルベルト・エル・パトロン

## 派生技

### ランニング延髄斬り
立っている相手に向かって助走を付けてジャンプして片足を差し出して相手の後頭部を蹴りつける。後頭部への稲妻レッグ・ラリアットともいえる。

### ダイビング延髄斬り
コーナーポスト最上段からジャンプして延髄斬りを繰り出す。猪木も使用していた時期があったのだが、通常の延髄斬りのインパクトには及ばず得意技として愛用するまでには至らなかった（猪木本人も自覚していたのか、ダイビング延髄斬りを当てた直後に通常の延髄斬りでフォローした事がある。）。
主な使用者に山田敏代、輝優優。

### シャイニング式延髄斬り
シャイニング・ウィザードのように相手の膝を踏み台にして延髄斬りを浴びせる。
主な使用者はミラノコレクションA.T.。

### キャッチ式延髄斬り
相手に自身のキックがキャッチされた状態から、掴まれた足を軸にしてもう片方の足で延髄斬りを浴びせる。
小川良成などのジュニアヘビー級選手が使う事が多いが、ヘビー級選手でも山崎一夫や橋本真也など蹴り技を得意技とする選手が見せることがある。

### ステップ式延髄斬り
英語圏ではラウンドハウスキックと呼ばれている。前屈みで立っている相手の腹部へ片足を乗せてから繰り出す延髄斬り。

### 三角跳び式延髄斬り
三角蹴りとも呼ばれている。コーナーポストを駆け上るようにジャンプしてオーバーヘッドキックに似た体勢、もしくは横からの体勢で延髄斬りを浴びせる。主な使用者に望月成晃、輝優優、藤本つかさがいる。（ビーナス・シュートの名称で使用。）

### 延髄式フライング・ニールキック
通常の延髄斬りとは異なり、相手の後頭部にフライング・ニールキックを当てる。
主な使用者はタイガーマスク（初代）、ザ・グレート・サスケ、太陽ケア、中嶋勝彦（デスロールの名称で使用）。佐山は「力加減が効かない難しい技」とコメントしている。

### ジャンピング・ハイキック
川田利明が使用している。走ってくる相手に対するカウンターとしても使用される。後頭部ではなく、顔面や側頭部を狙った延髄斬り。土方隆司の場合、ランニング式も使用している。

### スプリングボード・ラウンドハウスキック
セカンドロープに飛び乗り、その反動を利用してジャンプし、身体を半回転させながら相手の顔面に右足を叩き込む。主にカウンターやフィニッシャーへの繋ぎとして使う。
ジョン・モリソンはフライングチャック、コーディ・ローデスはディザスター・キックの名称で使用。